# Vladimír Holan

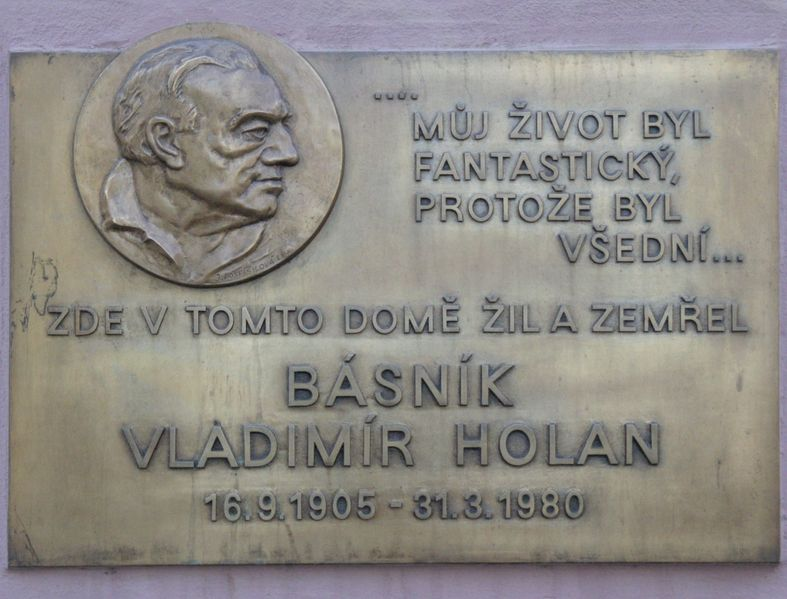
Pamětní deska na domě U lužického semináře 18 v Praze

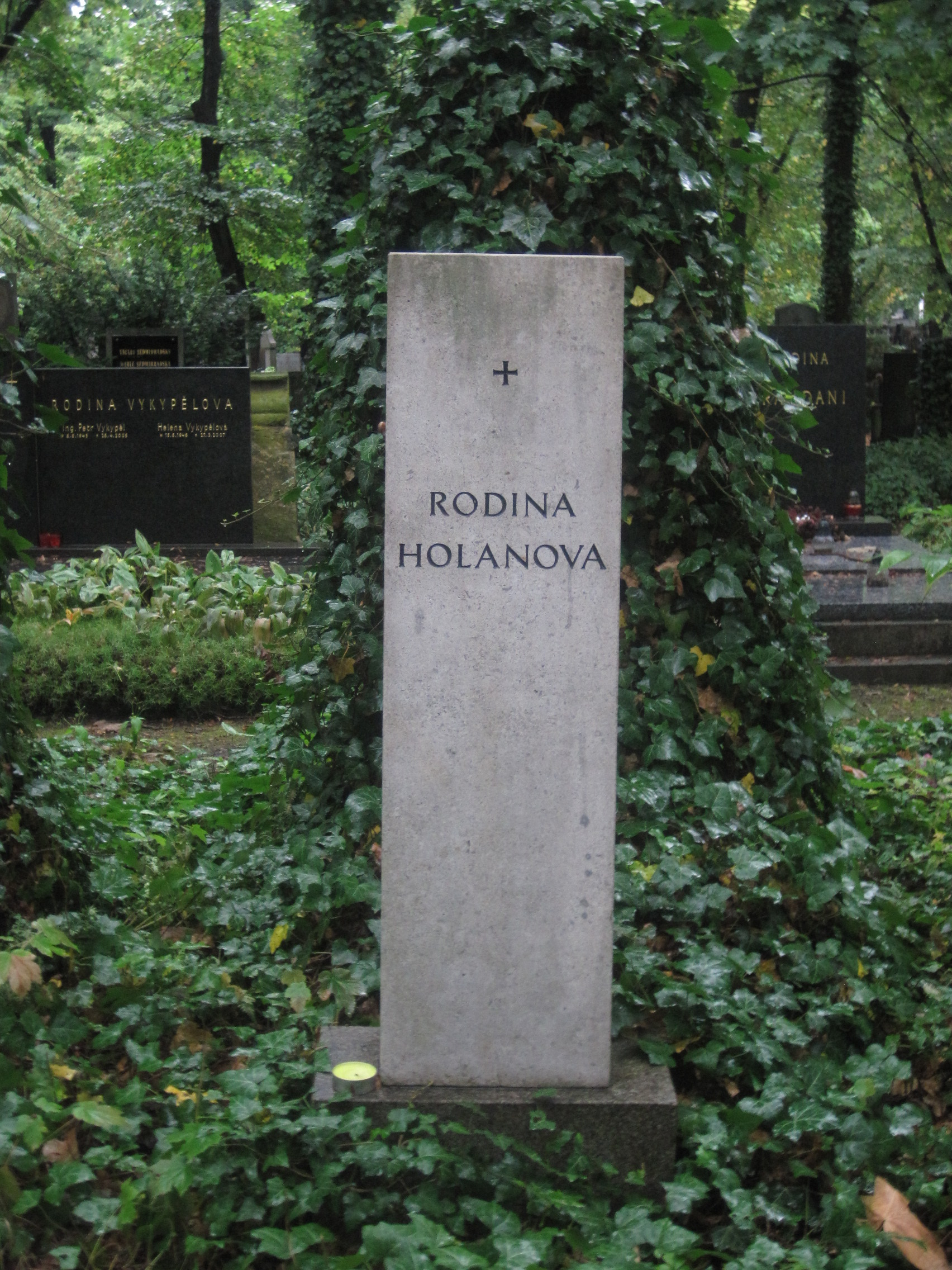
Hrob Vladimíra Holana na Olšanských hřbitovech v Praze

Vladimír Holan (16. září 1905 Praha – 31. března 1980 tamtéž) byl jeden z nejvýznamnějších českých básníků a překladatelů 20. století. Autor intelektuálně náročné reflexivní a meditativní poezie osobitých imaginativních obrazů, nezřídka používající vlastní jazykové novotvary. Je pro něj typická enigmatičnost, spekulativnost, meditativnost, spirituálnost, vědomí tragiky života, pohrdání hedonismem, často lapidární gnómičnost; přístupnost veršů je snížena častými intertextovými, zejména kulturněhistorickými aluzemi. Básník Josef Hora jej nazval „alchymikem slova“. Používal pseudonymy a šifry Ivo Holan, Ivo Rol, V. Scarlet, -Dt.-, -h-, H. V., V. H.

## Život

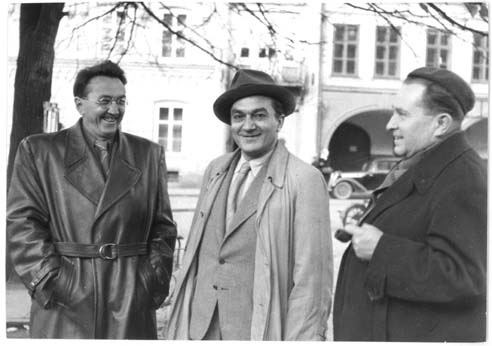
Vladimír Holan uprostřed

Holan se narodil v Praze, v 6 letech se s rodiči přestěhoval do Bělé pod Bezdězem. V letech 1919–1926 studoval na pražském gymnáziu v Truhlářské ulici, kde začaly jeho první literární pokusy – svou první básnickou sbírku Blouznivý vějíř (1926) vydává jako septimán. O této sbírce, poznamenané poetismem, později hovořil jako o „hříchu mládí“. Po ukončení gymnázia (1926) byl přijat jako úředník do pražského Penzijního ústavu, kde byl zaměstnán sedm let. Pak odešel v 28 letech pro nevhodnost povolání a ze zdravotních důvodů předčasně do penze a věnoval se pouze literatuře a poezii. V letech 1934–1948 bydlel se svou ženou Věrou v podkrovním bytě Hlavovy vily ve Strašnicích v ulici V Úžlabině 884, kde měli kuchyň a jeden pokoj. 
V letech 1933–1938 působil jako redaktor Umělecké besedy v časopisu Život. V letech 1939–1940 pracoval jako dramaturg Divadla E. F. Buriana.
Po válce odmítl katolickou církev a v euforii z ruského osvobození vstoupil do KSČ, v roce 1946 zveřejnil důvody tohoto kroku v Rudém právu. V březnu ve svém dopisu anglickým intelektuálům obhajoval únorový převrat z roku 1948.[zdroj?] Brzy po převratu však prohlédl a znechucen novými poměry vrací se v říjnu 1950 do katolické církve, členství v KSČ bylo v listopadu téhož roku zrušeno. Tomu však předcházela pověstná hádka v Goldhammerově vinárně v Křemencově ulici v lednu roku 1949 mezi Seifertem a Tauferem o význam Majakovského, jíž se Holan spolu s dalšími básníky také účastnil. V udavačské atmosféře těsně po únoru to mělo pro Holana i Seiferta za následek zákaz publikace nových děl a omezené publikování starších prací (tzn. hlavně Dík Sovětskému svazu a Rudoarmějci, což po léta hrubě zkreslovalo dílo jednoho z největších českých básníků vůbec). Zastává se jich František Halas a píše dopis ministru informací a členu předsednictva ÚV KSČ Václavu Kopeckému („...je to věc nevídaná, ke které nemohu mlčet. A přinejmenším bych se solidarizoval alespoň natolik, že nesvolím k vydávání svých knih, dokud nebude vše skončeno.“). Ještě v nemocnici před svou smrtí, o pár měsíců později, tento čestný člověk upřímně slibuje, že to tak nenechá. Je to marné, Holan se na dlouhou dobu uzavírá ve svém tuskulu na Kampě, kde ho později najde editor a oddaný přítel Vladimír Justl. S léty svou klauzuru opouští stále méně, na delší dobu, většinou na celé léto, odjíždí pravidelně jen za maminkou do Všenor.
Publikační zákaz s několika spíše bibliofilskými výjimkami trvá přes celá 50. léta v podstatě až do roku 1963, kdy začínají vycházet sbírky, které mezitím napsal. (Holan nikdy nepřestal tvořit, nezpronevěřil se svému básnickému poslání, psal v podstatě denně, a když údajně nenapsal po několik dnů jedinou báseň, znepokojovalo ho to. Roky, kdy on, český básník, "div tu nežebral", komentuje verši: "Proč těžký je tvůj let, proč se tak pozdí? Mluvil jsem patnáct let do zdi...") 

Od roku 1948 do roku 1968 bydlel v tzv. Dobrovského vile, bývalé koželužně, kterou hrabě Nostic věnoval svému věrnému služebníku "modrému abbé", jak Josefu Dobrovskému přezdívali (po emigraci Jiřího Voskovce získal po něm[zdroj?] jeho byt v přízemí, v prvním patře téhož domu na pražské Kampě s Holanem bydlel Jan Werich. O jejich soužití, které nebylo zrovna harmonické, se vyprávějí anekdoty. Holan si prý stěžoval, že zatímco nemá z čeho žít, o jeho strop buší kosti odhozené z Werichova stolu při bujarých večírcích apod. Na druhou stranu o Werichově dobré vůli být přítelem, hlavně zpočátku, a snaze pomoci nejsou pochybnosti. V době společného bydlení je tam často navštěvoval český sochař Vladimír Preclík. Zbytek života pak Holanovi prožili v "pražských Benátkách" u Lužického semináře 18, kde je Mistrova pamětní deska.
V roce 1968 byl jmenován národním umělcem.
Psát přestal v roce 1977, kdy zemřela jeho dcera Kateřina, jež byla postižena Downovým syndromem.

## Dílo
Jeho raná tvorba se dá charakterizovat citátem: „Poezie se má probíjet pod povrch a luštit tajemství skrytého smyslu věci.“ F. X. Šalda jeho tvorbu charakterizoval slovy: „Abstrakce umocněná abstrakcí“.
Jeho básně byly otiskovány také v kulturních a literárních revuích, jako byl Blok, Orientace, Host do domu (1957–1969), ale i méně známý Kvart (1936–1948) nebo Červený květ (1963–1969). Dlouholetým editorem Holanova díla byl Vladimír Justl.

### Poezie

#### Lyrické prvotiny
- Blouznivý vějíř – 1926, juvenilní prvotina ovlivněná dobovým poetismem.
- Triumf smrti – 1930, 1936, 1948 – v této sbírce je již naznačen další Holanův vývoj. Sbírka byla v letech 1936 a 1948 přepracována a rozdíly mezi jednotlivými vydáními jsou velmi výrazné.

#### Experimentální lyrika 30. let
Ve 30. letech se Holan zaměřil na hledání nové poetiky, kterou se snažil vyjádřit rozporuplnost a složitost světa. Tím došel k meditativní poezii, která odrážela ambivalentnost vnitřního i vnějšího světa, střetávání dobra a zla, bytí a nicoty, plynutí času a věčnosti. Básně jsou psané v pravidelném veršovém rytmu, nejčastěji v jambu, jejich zdánlivá „nesrozumitelnost“ je vykoupena uchvacující melodičností a navozenou náladou, dojmem, který zanechají tyto verše ve vnímavém čtenáři po jejich přečtení, čímž jsou blízké expresionismu. Jedná se o tyto sbírky:
- Vanutí – 1932
- Oblouk – 1934
- Kameni, přicházíš… – 1937

#### Společensky angažované básně válečného období
Koncem 30. let Holan reagoval na společensko-politickou realitu doby, především ve sbírkách reagujících na události kolem Mnichovské dohody a počínající nacistické okoupace.
- Září – 1938, někdy též název Září 1938, známá je báseň Noc z Iliady
- Odpověď Francii – zde přímo obviňuje Francii z mnichovské zrady, nazývá ji přímo „kurvou“ a vyslovuje přesvědčení, že i na ni dopadne trest. Zabaveno cenzurou.

Během války se nemohl svobodně vyjadřovat, proto jeho díla obsahují velké množství jinotajů a dvojsmyslů, některá z nich mohla vyjít až po roce 1945:
- Sen – 1939, rozsáhlá báseň líčící v ponurých vidinách "zaživa pohřbené" temné město, pravděpodobně Prahu; věnováno památce ruského básníka V. Chlebnikova.

- Záhřmotí – 1940, věnováno Mozartovi, vzpomínky na dětství a matku; jazykově experimentující lyrika.
- První testament – 1940
- Zpěv tříkrálový – sbírka plná jinotajů, jako symbol velikosti je použit Karel Hynek Mácha, jehož ostatky byly v roce 1938 převezeny z Litoměřic do Prahy.
- Chór

Po druhé světové válce oslavil osvobození Československa sovětskou armádou a obyčejné lidské hrdinství jejích vojáků.
- Dík Sovětskému svazu – 1945, značně patetické poděkování za osvobození.
- Panychida – 1945, tryzna za padlé a umučené ve druhé světové válce.
- Tobě – 1947, soubor básní reagujících reportážní formou na válečné a poválečné události.
- Rudoarmějci – 1947, portréty prostých sovětských vojáků.

Všechny uvedené sbírky vyšly později jako komplet v souboru Dokument – 1949.

#### Poválečná lyrická tvorba
Po roce 1948 nemohly Holanovy sbírky až na výjimky vycházet, jeho dílo se v české literatuře objevilo až po roce 1962. Básnické sbírky 60.–70. let, zde jsou uvedeny i sbírky, které Holan napsal v době svého zákazu. Zamýšlí se nad nedokonalostí lidského bytí a základními existenciálními otázkami. Lyrické sbírky jsou většinou odpoutané od reality a zaměřené na lidské nitro. Časté jsou motivy smrti, absurdity života, nepříjemné a živočišné erotiky kontrastující s čistou mateřskou a dětskou láskou. Jeho tvorba velmi ovlivnila generaci básníků vstupujících do literatury v 60. letech 20. století.
- Bolest – psáno v 50. letech, vydáno 1965, věnováno jeho mrtvým přátelům (Josef Čapek, Josef Hora, František Halas).
- Strach
- Toskána 1963
- Mozartiana 1963
- Noc s Hamletem – vydáno 1964, napsáno v letech 1949–1956, přepracováno roku 1962; Holan zde konfrontuje své názory s Hamletem. „Co nás nyní obklopuje, to nás jednou zavalí.“ (Vladimír Justl uvedl tuto skladbu ještě před knižním vydáním v roce 1963 v pražské vinárně Viola, kde se do konce 80. let dočkala asi 150 repríz.[10])
- Noc s Ofélií 1970 – bibliofilie, (fragment, pendant k Noci s Hamletem)
- Bajaja – verše psané pro dceru, první vydání 1955
- Bez názvu 1963
- Na postupu 1964
- Na sotnách 1967
- Asklépiovi kohouta 1970
- Předposlední 1982 – nevyšlo samostatně, ale společně se Sbohem? v pátém svazku Spisů V. H.
- Sbohem? 1982

#### Epika
Holan napsal několik rozsáhlejších epických básní, zpravidla se jedná o básnické příběhy, které zobrazují lidské tragédie; ty se stávají symbolem lidského údělu:
- Terezka Planetová – 1943, příběh inspirovaný Janáčkovou črtou Moje děvče z Tater. Navazuje na První testament.
- Cesta mraku – 1945, tragický baladický osud kováře.
- Příběhy – první vydání 1963, obsahuje výše uvedené epické básně a 11 dalších příběhů volným veršem.

### Próza
- Kolury
- Lemuria
- Hadry, kosti, kůže
- Torzo

### Sebrané spisy
Sebrané spisy Vladimíra Holana vycházely v nakladatelství Odeon v letech 1965–1988 péčí Holanova dvorního editora Vladimíra Justla. V jedenácti svazcích obsahují autorovo základní básnické a prozaické dílo (sv. 1–9), dále pak práce nezařazené do základního díla, marginálie a publicistiku (sv. 10) a konečně básníkův životopis z pera Vladimíra Justla a bibliografii (sv. 11).
Spisy Vladimíra Holana vycházejí od roku 1999 v nakladatelství Paseka v ediční spolupráci Vladimíra Justla a Pavla Chalupy. Původní koncept Sebraných spisů (1–10) rozšířily o básníkovy překlady z cizích jazyků (sv. 11–14), ediční komentáře a úplnou bibliografii (sv. 15; tento poslední svazek vyjde pravděpodobně v roce 2016).

### Výbory
Výbory poezie:
- Noční hlídka srdce – 1963, po 15 letech zákazu vydávání, vychází výbor z básníkovy dosavadní tvorby
- Smrt a sen a slovo – 1966, podtitul Z Máchova kraje
- Ptala se tě... – 1963, výbor z milostné lyriky
- Strom kůru shazuje – 1978, výbor sestavený V. Rzounkem, dogmaticky smýšlejícím literárním historikem, který ve výboru kladl důraz především na Holanovu tvorbu tematicky spjatou s osvobozením Československa Rudou armádou a na protiválečné verše[zdroj⁠?!]
- Mušle, lastury a škeble... – 1985, reprezentativní výbor z celého Holanova díla
- Propast propasti, obsahuje sbírky Sbohem? a Předposlední
- Les bez stromů – 2002, výbor básní psaných v letech 1949–1955 z cyklu Strach, sbírek Bolest a Příběhy. Básně manifestují básníka pod odpovídajícím přízviskem jako "básníka z nejtemnějších".

Výbor z epiky:
- Pojď se mnou do noci
- Bagately – básně, prózy, především z dvacátých let, eseje, úvahy, vzpomínky, referáty a glosy.

### Překlady
Překládal poezii, silně ho ovlivnil Horův překlad Oněgina. Překládal z mnoha jazyků, například z němčiny (R. M. Rilkeho, N. Lenaua), francouzštiny (Ch. Baudelaira, La Fontaina, Ch. Vildraca), španělštiny (L. de Góngoru y Argote), polštiny (J. Słowackého a A. Mickiewicze – jazyková spolupráce Josef Matouš), ruštiny (M. J. Lermontova), perštiny (Nizámího) nebo čínštiny, u exotičtějších jazyků šlo o zbásnění doslovných překladů, které byly pořízeny jazykovědci. Jeho překlady vycházely často ve velmi malých nákladech. Překládal asi 120 básníků (podle jiných zdrojů 160) ze 16 literatur, překlady těch, s nimiž se cítil duchovně spřízněn, jsou označovány jako kongeniální. Výbor nejvýznamnějších Holanových překladů byl vydán pod názvem Cestou (1962). Ve své úplnosti vyšly Holanovy překlady v 11.–14. svazku jeho Spisů, které vydalo nakladatelství Paseka v letech 2007–2011.